# Medienhaus der Funke Mediengruppe

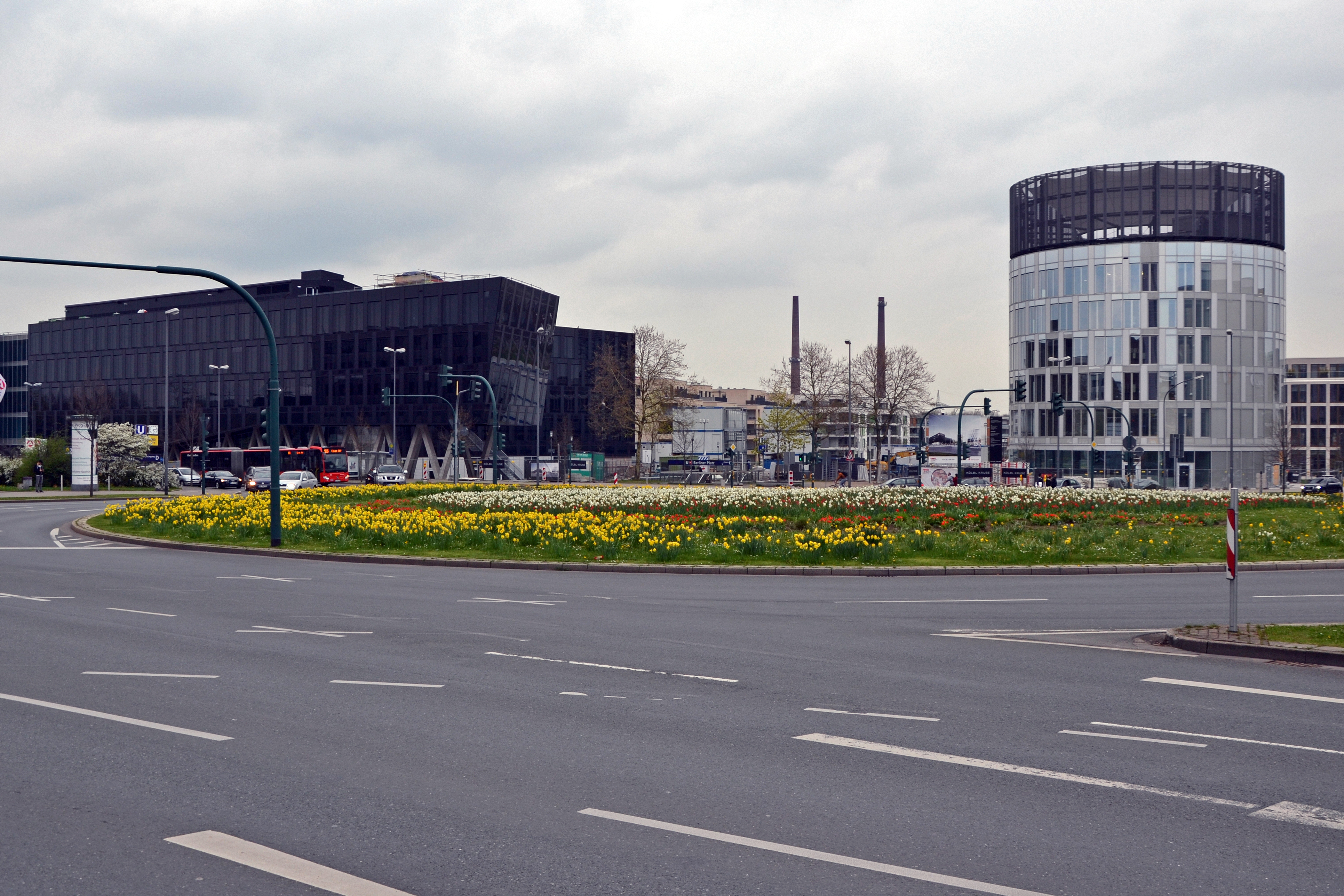
Medienhaus der Funke Mediengruppe in Essen im Bau (April 2018)

Das Medienhaus der Funke Mediengruppe ist der Unternehmenssitz der Funke Mediengruppe im Westviertel der Stadt Essen. Es wurde im Januar 2019 bezogen.

## Vorgeschichte
Theodor Reismann-Grone, der Herausgeber der Rheinisch-Westfälischen Zeitung (später auch Oberbürgermeister der Stadt Essen), baute in den 1920er Jahren an der Sachsenstraße in Essen ein Druck- und Verlagshaus. Es wurde im Zweiten Weltkrieg zerstört und danach wieder aufgebaut. So bildet es bis heute den Kern des daraus entstandenen Essener Zeitungsviertels, das etwa in einem Dreieck zwischen der Sachsenstraße im Süden, der Friedrichstraße im Westen und der Haupteisenbahnstrecke im Norden liegt.

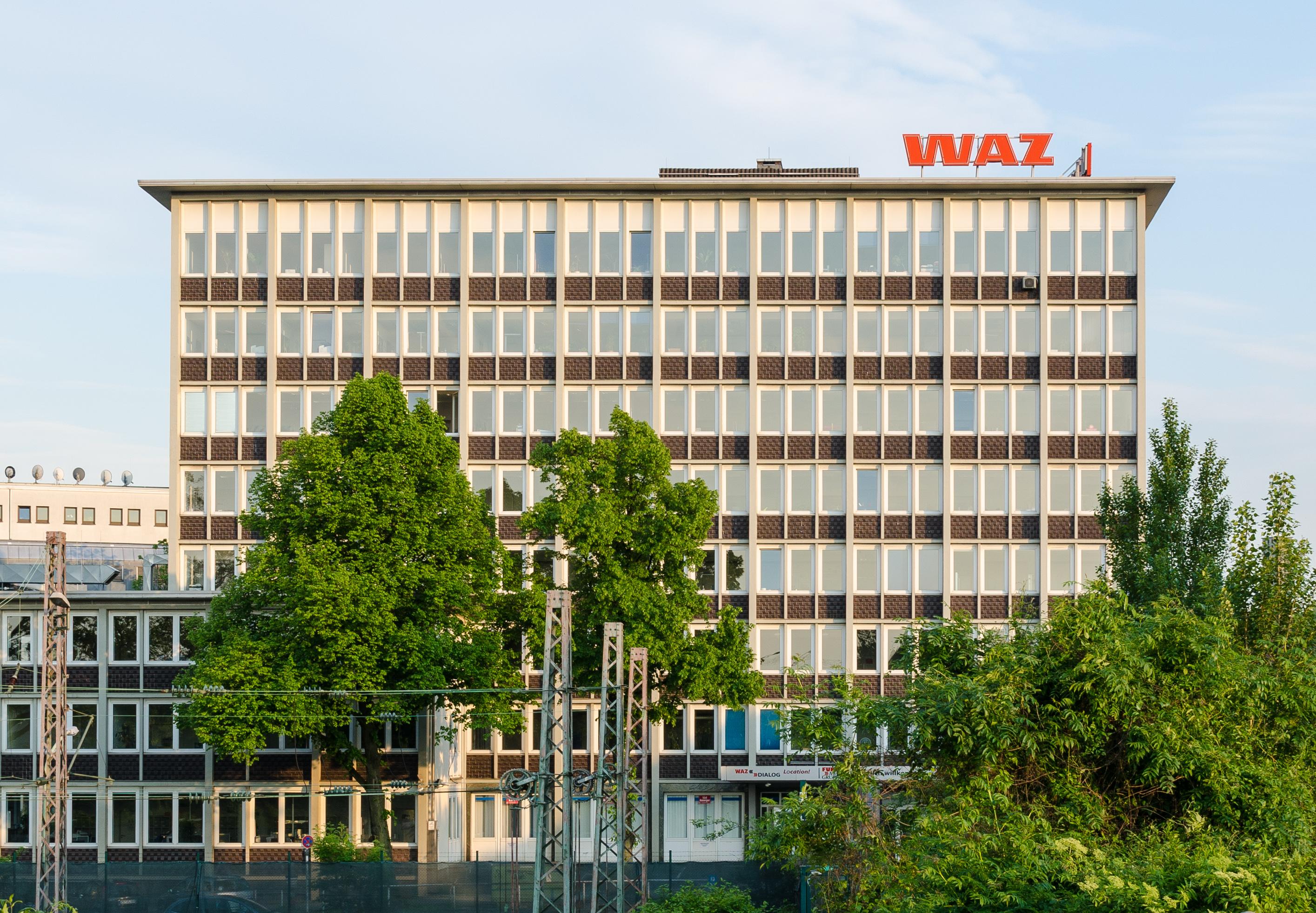
Ehemaliges Verlagshaus der WAZ

Das Unternehmen der Westdeutschen Allgemeinen Zeitung (WAZ) begann 1948 durch ihre Gründer Erich Brost und Jakob Funke zu gleichen Teilen als Familienunternehmen. 1953 wurde das erste eigene Verlagshaus an der Friedrichstraße mit Papierkeller und eigener Kraftfahrzeughalle fertiggestellt. Damit zog die WAZ von ihrem Gründungshaus in Bochum nach Essen. Funke trieb den Bau des Hauses in seiner Heimatstadt Essen voran, da sich hier im alten Essener Zeitungsviertel bereits das mediale Leben der Region konzentrierte. Im Westen des Zeitungsviertels entstand das damals repräsentative Verlagshaus und ein Technikgebäude der Westdeutschen Allgemeinen Zeitung. Beide wurden mehrfach den Bedürfnissen angepasst und daher stark verändert. Sie wurden im Januar 2019 von der Funke Mediengruppe leergezogen, die sich im neuen Medienhaus im Westviertel ansiedelte. Im gleichen Jahr wurde dieses alte Verlagshaus an der Friedrichstraße/Ecke Bert-Brecht-Straße abgerissen.
2012 kaufte Petra Grotkamp, Jakob Funkes Tochter, die Anteile der Enkel von Erich Brost und wurde Mehrheitsgesellschafterin, so dass man die WAZ-Gruppe in Funke Mediengruppe umbenannte. 2018 übergab Petra Grotkamp ihre Anteile an ihre drei Kinder.

## Medienhaus
Die Grundsteinlegung fand am 4. Juli 2016 im Beisein des Architekten Herwig Spiegl, des Essener Stadtdirektors Hans-Jürgen Best, des Geschäftsführers der Immobilien-Gesellschaft Deutsche Anlagen-Leasing, Kai Eberhard, des Geschäftsführers des Immobilien-Projektentwicklers Kölbl Kruse, Stephan Kölbl, und der Geschäftsführer der Funke Mediengruppe, Michael Wüller und Manfred Braun, statt. Das Richtfest folgte am 16. Mai 2017 am Medienturm (Medienhaus 2).
Der gesamte Komplex besteht auf dem rund 12.000 Quadratmeter großen Grundstück aus dem Medienhaus 1 Nord und dem Medienhaus 1 Süd am östlichen Südende der Segerothstraße sowie dem Medienhaus 2, einem fünfgeschossigen Rundturm am Berliner Platz. Die viergeschossigen Medienhäuser 1 Nord und Süd sind zusammen etwa 285 Meter lang und besitzen in östlicher Richtung drei Gebäudeflügel. Alle Gebäude bieten zusammen etwa 46.000 Quadratmeter Bruttogeschossfläche. Sie wurden nach Plänen des Wiener Architekturbüros AllesWirdGut am Rande des Univiertels nahe dem ehemaligen Bahnhof Essen Nord errichtet. Die äußerlich schwarz gehaltenen Gebäudeteile des Medienhauses 1 sollen an ein Steinkohleflöz erinnern und damit die Heimat des Verlags symbolisieren. Zudem erinnert es an die Druckerschwärze, das runde Medienhaus 2 stellt die Form eines Druckzylinders dar. Im Komplex des Medienhauses 1 sind die Redaktionen der Westdeutschen Allgemeinen Zeitung (WAZ) und der Neuen Ruhr Zeitung (NRZ) mit Produktionsdesk, Konferenz- und Seminarbereiche, ein Mitarbeiterrestaurant, ein Service-Center, ein Fitnessraum, eine Dachterrasse und eine Kindertagesstätte untergebracht. Im Turm des Medienhauses 2 befinden sich die Lokalredaktionen der WAZ und NRZ sowie die Sportredaktion und im Erdgeschoss ein Kiosk. Dem Rundturm ist eine 7,5 Meter hohe und 40 Meter lange Leuchtwand aufgesetzt, auf deren 480.000 elektronischen Bildpunkten Nachrichten angezeigt werden.
Am 26. September 2017 wurde der Bereich des Medienhauses zu Ehren des Mitgründers der Westdeutschen Allgemeinen Zeitung (WAZ) Jakob-Funke-Platz benannt.
Zunächst war der Bezug der Unternehmenszentrale mit etwa 1200 Beschäftigten für den Sommer 2018 geplant. Am 27. August 2018 hatte die Geschäftsführung die für den 15. September geplante Eröffnungsfeier aufgrund baulicher Probleme mit der technischen Infrastruktur, der sogenannten „Gebäudeintelligenz“, auf einen noch unbekannten Termin verschoben. Im Januar 2019 wurde der Umzug schließlich vollzogen.
Das Gebiet mit der bisherigen Zentrale im Bereich Friedrichstraße/Sachsenstraße, das einst Zeitungsviertel genannt wurde, wird aufgegeben und abgerissen, um das geplante Osram Quartier, ein Neubaugebiet mit Büros und Wohnungen zu errichten.
Die Funke-Mediengruppe kündigt für das Jahr 2020 die Schließung ihres in den 1970er Jahren errichteten Druckereibetriebs an der Schederhofstraße an, der damals eine Druckerei in der Sachsenstraße ersetzte. Der Zeitungsdruck soll künftig im größeren Betrieb in Hagen konzentriert werden. Als Begründung werden sinkende Stückzahlen der Printmedien genannt, so dass beide Druckereien nur zur Hälfte ausgelastet seien. Den 120 Essener Druckereimitarbeitern wurden trotz mangelnder Auslastung Arbeitsplatzangebote in Hagen in Aussicht gestellt.

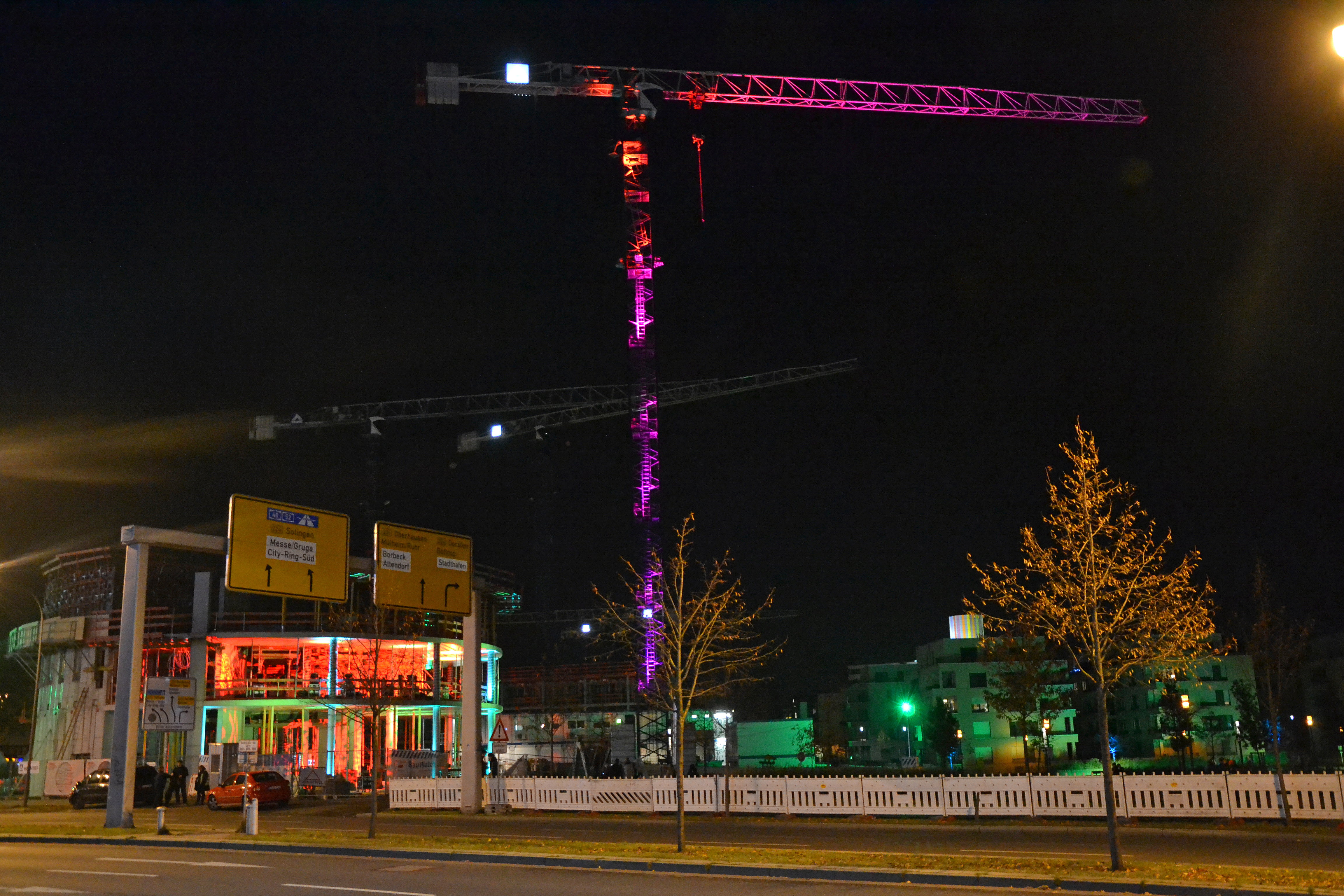
Begonnener Medienturm zum Essener Lightfestival (2016)
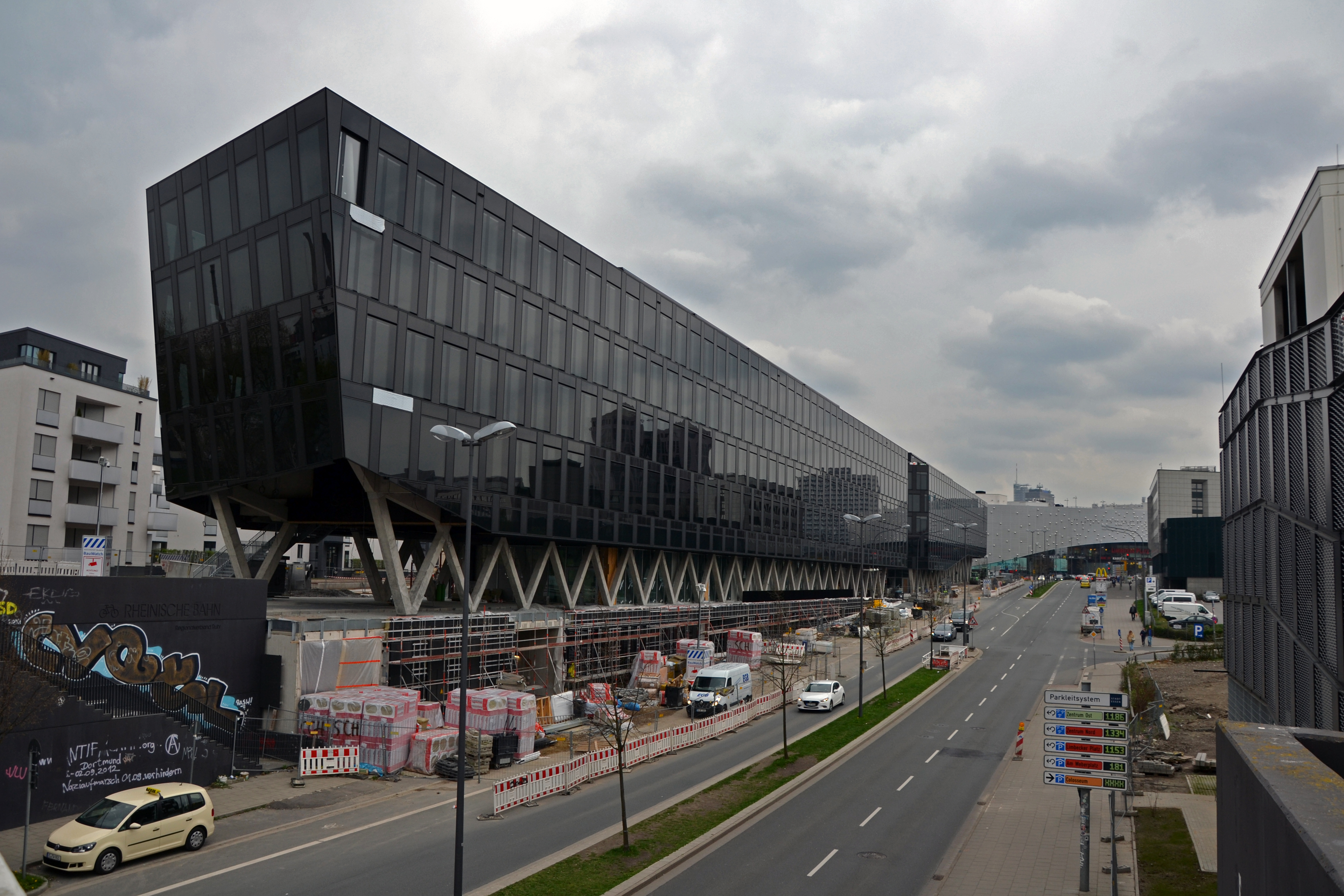
Langhaus, Blick von Nordwesten (April 2018)
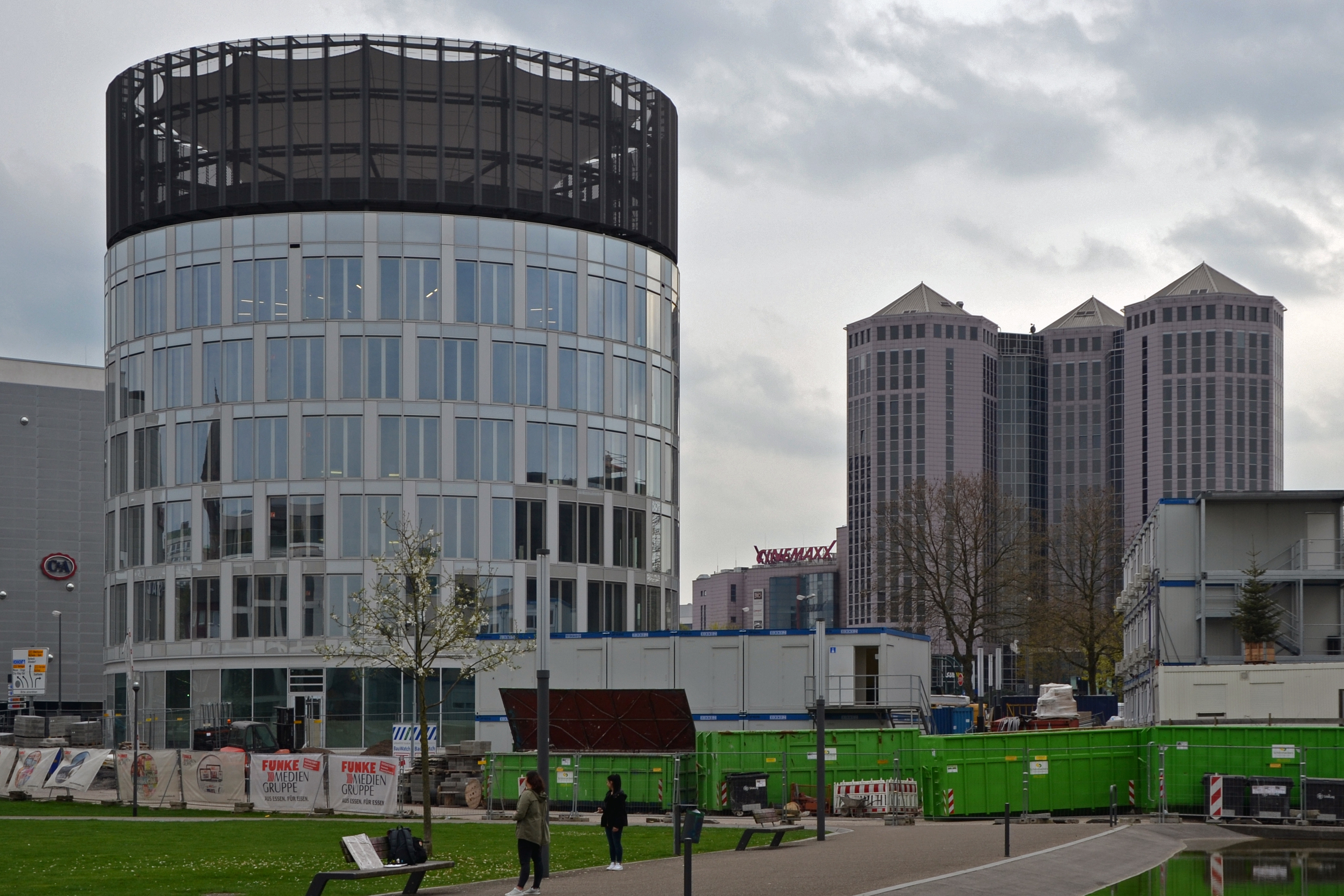
Medienturm, Blick von Osten (April 2018)
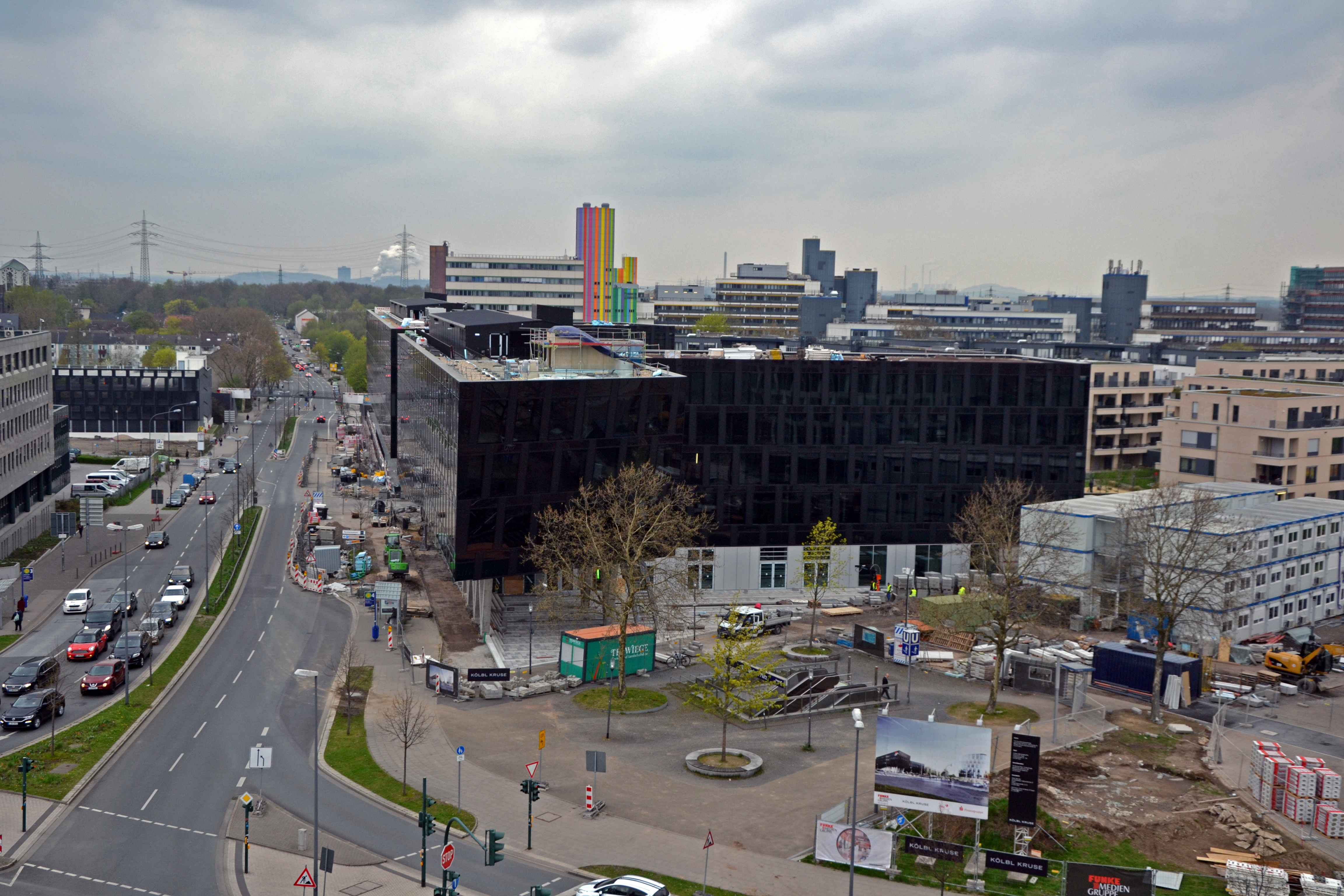
Langhaus, Blick von Süden (April 2018)
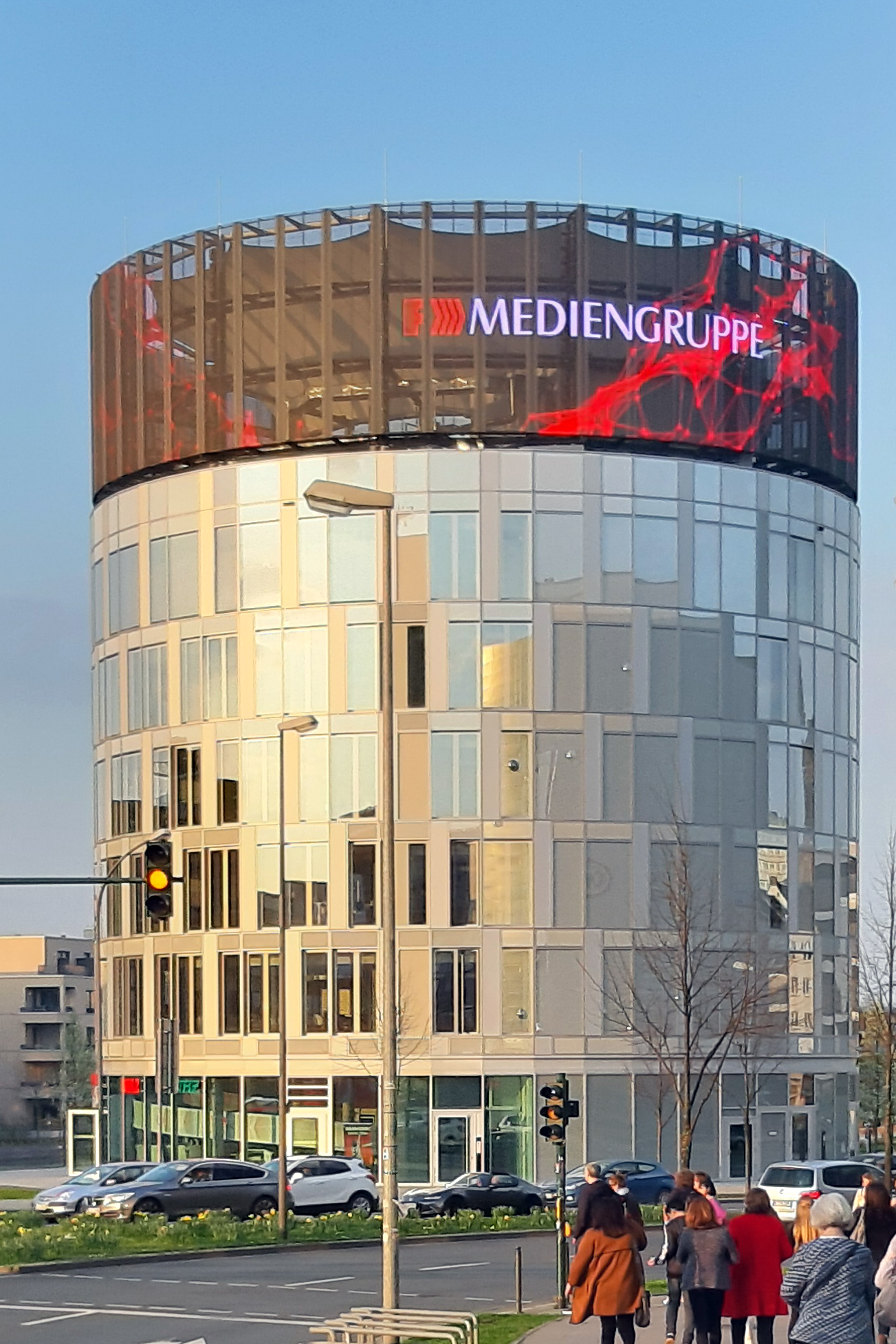
Medienturm (2019)